# Atlàntic Mitjà dels Estats Units

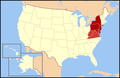
Les regions marcades en vermell fosc acostumen a ser considerades part de l'Atlàntic Mitjà, mentre que aquelles marcades en un color més clar no sempre són incloses.

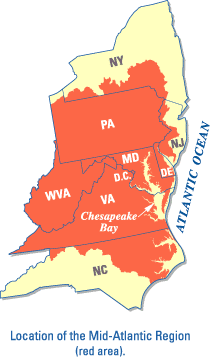
Interpretació de l'Atlàntic Mitjà per part del USGS.

La regió de l'Atlàntic Mitjà dels Estats Units (en anglès: Mid-Atlantic, Middle Atlantic states o els Mid-Atlantic states. Normalment es considera que està situada entre Nova Anglaterra i els South Atlantic States. La seva definició exacta difereix segons la font. Comprèn els següents Estats dels Estats Units: 
- Delaware
- Maryland
- Nova Jersey
- Nova York
- Pennsilvània

També inclou Washington D. C. que no és un estat sinó un districte federal.
De vegades, també s'hi inclouen:
- Virgínia
- Virgínia Occidental

La regió Mid-Atlantic ha jugat un important paper en el desenvolupament de la cultura dels Estats Units, el comerç i la indústria.
Aquest terme s'originà durant l'assentament de les colònies angleses (Middle Colonies).

## Principals ciutats de l'Atlàntic Mitjà
Algunes de les ciutats principals de l'Atlàntic Mitjà son:
- Albany (Nova York)
- Buffalo (Nova York)
- Rochester (Nova York)
- Ciutat de Nova York
- Jersey City, Nova Jersey
- Newark (Nova Jersey)
- Trenton (Nova Jersey)
- Filadèlfia (Pennsilvània)
- Harrisburg (Pennsilvània)
- Pittsburgh (Pennsilvània)
- Wilmington (Delaware)
- Baltimore (Maryland)
- i Washington DC, la capital del país